# أنتوني وايت
أنتوني وايت (بالإنجليزية: Anthony White) هو رسام أسترالي، ولد في 1976 في سيدني في أستراليا.

## وصلات خارجية
- الموقع الرسمي